# Kim Sa-nee
Kim Sa-nee (in coreano 김사니; Seul, 21 giugno 1981) è una pallavolista sudcoreana.
Gioca nel ruolo di palleggiatrice nelle IBK Altos.

## Carriera
La carriera di Kim Sa-nee inizia nei tornei scolastici sudcoreani. Nel 1999 debutta nella nazionale sudcoreana, con cui è finalista al campionato asiatico e oceaniano, identico risultato ottenuto nell'edizione 2001, mentre in quella 2003 si classifica al terzo posto. Sempre con la nazionale disputa i Giochi della XXVII Olimpiade di Sydney ed i Giochi della XXVIII Olimpiade di Atene. Dal 2000 al 2007 gioca nel Korea Expressway.
Dalla stagione 2007-08 alla stagione 2009-10 gioca nelle KT&G Ariels, con le quali vince uno scudetto ed una Coppa KOVO, ricevendo anche il premio di MVP della competizione. Nel 2010 è finalista alla Coppa asiatica e vince la medaglia di bronzo ai XVI Giochi asiatici. Dal 2010-11 al 2012-13 gioca nelle Pink Spiders, con le quali vince la Coppa KOVO 2010. Nel 2012 partecipa ai Giochi della XXX Olimpiade, classificandosi al quarto posto.
Nella stagione 2013-14 viene ingaggiata per la prima volta all'estero, vestendo la maglia della Lokomotiv Bakı Voleybol Klubu nella Superliqa azera. Ritorna in patria già nella stagione seguente, ingaggiata dalle IBK Altos, con le quali conquista subito lo scudetto, venendo premiata come MVP delle finali play-off.
Nel campionato 2015-16 conquista la sua terza Coppa KOVO, perdendo invece la finale per lo scudetto, venendo comunque premiata come miglior palleggiatrice del torneo. Nel campionato successivo trionfa in Coppa KOVO e si aggiudica il suo terzo scudetto.

## Palmarès

### Club
- Campionato sudcoreano: 3

2009-10, 2014-15, 2016-17
- Coppa KOVO: 4

2008, 2010, 2015, 2016

### Nazionale (competizioni minori)
- Coppa asiatica 2010
- Giochi asiatici 2010

### Premi individuali
- 2005 - V-League: Miglior palleggiatrice
- 2006 - V-League: Miglior palleggiatrice
- 2008 - Coppa KOVO: MVP
- 2010 - V.League Top Match: Most Impressive Player
- 2012 - V-League: MVP 3º round
- 2015 - V-League: MVP delle finali play-off
- 2016 - V-League: Miglior palleggiatrice